# Anna Przybylska

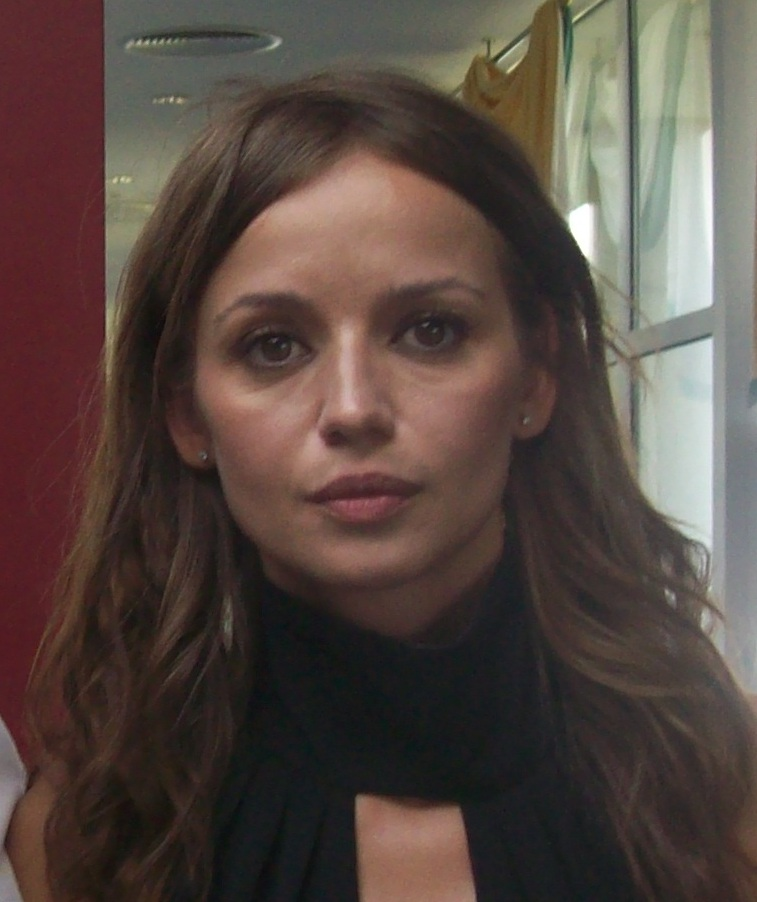
Anna Przybylska, 2012

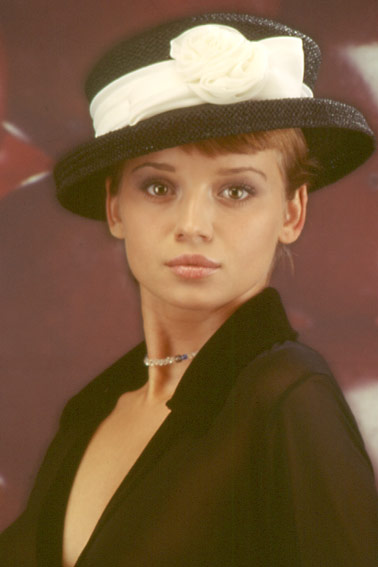
Anna Przybylska, 2008

Anna Przybylska (* 26. Dezember 1978 in Gdynia, Polen; † 5. Oktober 2014 ebenda) war eine polnische Schauspielerin und Fotomodel. Seit 2004 war sie das polnische Gesicht der Kosmetikmarke Astor.
Mit ihrem Partner, dem Fußballspieler Jarosław Bieniuk, hatte Przybylska eine Tochter und zwei Söhne.
Sie starb im Alter von 35 Jahren an den Folgen von Bauchspeicheldrüsenkrebs.

## Filmografie
- 1997: Złotopolscy
- 1997: Ciemna strona Wenus
- 1999: Lot 001
- 2000: Sezon na leszcza
- 2001: Lokatorzy
- 2001: Licencja na zaliczanie
- 2002: Kariera Nikosia Dyzmy
- 2002: Rób swoje ryzyko jest twoje
- 2002: Der Tag eines Spinners
- 2003: Superprodukcja
- 2003: Daleko od noszy
- 2004: Królowa chmur
- 2004: Pojedynek mistrzów
- 2005: Rh+
- 2005: Solidarność, Solidarność...
- 2006: Wszyscy jesteśmy Chrystusami
- 2007: Ryś
- 2007: Dlaczego nie!
- 2007: Niania (Fernsehserie)
- 2007: Kryminalni (Fernsehserie)
- 2008: Kierowca
- 2008: Herrn Kukas Empfehlungen
- 2008: Izolator
- 2009: Złoty środek
- 2009: Funio, Szefunio i reszta... czyli dzieciaki ratują świat
- 2009: 39 i pół
- 2010: Klub szalonych dziewic
- 2010: Daleko od noszy
- 2011: Warsaw Dark
- 2012: Sęp
- 2013: Bilet na Księżyc